# (30236) 2000 HF
2000 إتش أف (ويعرف أيضًا باسم (30236) 2000 إتش أف وفق تسمية الكوكب الصغير) (بالإنجليزية: 2000 HF)‏ هو كويكب ضمن حزام الكويكبات؛ وترتيبه 30236 من حيث الاكتشاف.
اكتُشف هذا الجُرم الفلكي بواسطة تاكاو كوباياشي في 23 أبريل 2000.

## وصلات خارجية
- (30236) 2000 HF في قاعدة بيانات مختبر الدفع النفاث لأجرام النظام الشمسي الصغيرة

- الاكتشاف · مخطط المدار ·  العناصر المدارية · المعلمات المادية

- (30236) 2000 HF على موقع ويكي سكاي: DSS2, SDSS, GALEX, IRAS, Hydrogen α, X-Ray, Astrophoto, Sky Map, Articles and images